# Chthonios
Chthonios var en prins av Egypten i grekisk mytologi. Han var son till kung Aigyptos av Egypten och najaden Kaliadne.
Han och hans elva bröder gifte sig med varsin av sina tolv kusiner, kallade danaiderna. Alla kusinerna utom Hypermestra dräpte sina män under bröllopsnatten.